# 维罗纳审判

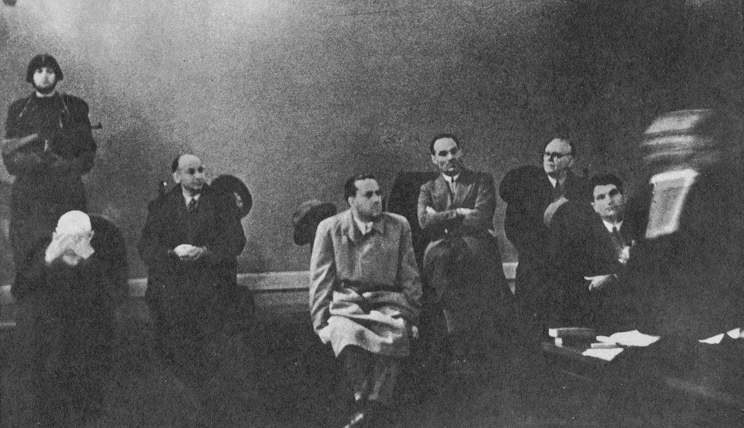
六名被告（坐者）于维罗纳审判上。从左至右依次是：埃米利奥·德博诺、卡洛·帕雷斯基、加莱阿佐·齐亚诺、卢恰诺·戈塔尔迪、乔瓦尼·马里内利、图利奥·恰内蒂。

维罗纳审判（義大利語：processo di Verona）是1944年1月8日至10日期间由意大利社会共和国在维罗纳主导的一場作秀審判，其目的是处罚在格兰迪决议中，贊成解除墨索里尼首相职务的法西斯大委员会成员。
1943年盟军入侵西西里之后，7月25日，意大利国家法西斯党的最高机关法西斯大委员会在威尼斯宫举行会议。会上，迪诺·格兰迪要求墨索里尼将统帅权和国家政权归还给国王，并辞去首相职务。此项动议以19票赞成、8票反对、1票弃权通过，随后墨索里尼被逮捕。
9月，纳粹德国发动橡树行动，将墨索里尼救出，在意大利北部建立傀儡政權意大利社会共和国。在纳粹德国的敦促下，意大利社会共和国对在动议投赞成票的成员进行搜捕，成功逮捕了其中六人，分别是乔瓦尼·马里内利、卡洛·帕雷斯基、卢恰诺·戈塔尔迪、加莱阿佐·齐亚诺、埃米利奥·德博诺和图利奥·恰内蒂。此六人都被认定有罪，除了恰内蒂被判处三十年监禁以外，其余五人全部判处死刑，并在1月11日立即被枪决。切萨雷·马里亚·德韦基、翁贝托·阿尔比尼、迪诺·格兰迪三人为投赞成票的重要成员，但未被抓获，被缺席判处死刑。